# Société canadienne des humanités numériques
 (octobre 2018).
La Société canadienne des humanités numériques est une association savante canadienne. Son nom complet est Société canadienne des humanités numériques/Canadian Society for Digital Humanities. Son abréviation est SCHN-CSDH. La SCHN-CSDH a été fondé sous le nom de COSH/COCH ou Consortium pour ordinateurs en sciences humaines/ Consortium for Computers in the Humanities en 1986. L'organisation a changé son nom pour la Société pour l'étude des médias interactifs/Society for Digital Humanities (SEMI/SDH), mais est devenue la SCHN-CSDH après 2007, lorsqu'elle a été affranchie par l'Alliance of Digital Humanities Organizations.
La fondation du consortium en 1986 fait partie d'un mouvement international de création d'organisations institutionnelles débutant avec la formation de l'Association for Literary and Linguistic Computing (en) en Angleterre en 1972. Ces sociétés se sont formées en réponse à un engouement de la communauté scientifique pour une pratique interdisciplinaire de la recherche employant des techniques numériques pour assister à l'analyse quantitative de textes et à une étude computationnelle de la linguistique. Les deux changements de nom de la SCHN-CSDH reflètent un changement de paradigme dans le domaine de recherche, qui passe de literary and linguistic computing, à humanities computing avant de finalement arriver au terme digital humanities, qui s'illustre par l'adoption du terme « humanités numériques » par l'association.
La SCHN-CSDH se réunit chaque année dans le cadre du Congrès des sciences humaines organisé par la Fédération canadienne des sciences humaines. Le Congrès, qui a lieu annuellement depuis 1931, est le plus grand rassemblement universitaire au Canada, et est un point de rencontre phare pour les différentes sociétés savantes canadiennes.
La société publie également une revue scientifique en libre accès, Digital Studies / Le champ numérique, en association avec l'ADHO et l'Open Library of the Humanities. Sa politique de libre accès suit la voie dorée tout en permettant aux auteurs de conserver leurs droits d'auteur et de déposer les articles sur des dépôts institutionnels ou des pages personnels. La revue, fondée en 2009, était initialement publiée trois fois par an, avant de passer à un modèle de publication en ligne continu, où toutes les publications de l'année en cours sont considérées comme faisant partie d'un numéro et d'un volume correspondant, une nouvelle année marquant un nouveau volume et numéro.

## Liste des dirigeants
| Identité              | Période   | Période | Durée |
| Identité              | Début     | Fin     | Durée |
| --------------------- | --------- | ------- | ----- |
| Barbara Bordalejo (d) | août 2022 |         |       |